# 日本人労働者クラブ
日本人労働者クラブ（にほんじんろうどうしゃクラブ）は、1930年代にアメリカ合衆国ニューヨーク州ニューヨーク市において結成された、日本人労働者の労働団体。
アメリカ共産党の傘下におかれ、スペイン内戦で義勇兵として戦い戦死したジャック白井がいた。